# ۲۸ آوریل
۲۸ آوریل صد و هجدهمین (در سال‌های کبیسه صد و نوزدهمین) روز سال در گاه‌شماری میلادی است. ۲۴۷ روز تا پایان سال باقی است.

## رویدادها
- ۲۲۴ میلادی - شکست اردوان پنجم، واپسین پادشاه اشکانی از اردشیر بابکان، اولین پادشاه ساسانی
- ۱۵۵۵ - صلح آوگسبورگ

## زادروزها
- ۱۸۸۹ - آنتونیو ده الیویرا سالازار، سیاست‌مدار پرتغالی و نخست وزیر این کشور
- ۱۹۰۸ - اسکار شیندلر، سرمایه‌گذار و صنعتگر آلمانی
- ۱۹۳۷ - صدام حسین، نظامی و سیاست‌مدار عراقی و رئیس جمهور این کشور
- ۱۹۶۰ - والتر زنگا، فوتبالیست ایتالیایی
- ۱۹۸۱ - جسیکا البا، بازیگر سینما و تلویزیون آمریکایی
- ۱۹۹۵ - ملانی مارتینز، خواننده و ترانه سرا آمریکایی

## درگذشت‌ها
- ۱۹۴۵ - بنیتو موسولینی، سیاست‌مدار ایتالیایی
- ۱۹۶۳ - آگوستین مرمرچی، روحانی مسیحی، زبان‌شناس و نویسنده عراقی

## مناسبت‌ها
- روز جهانی امنیت و سلامتی در کار